# La Boudeuse (Gauguin)
Pour les articles homonymes, voir Boudeuse.
La Boudeuse ou Le Silence – ou encore Te faaturuma – est un tableau réalisé par le peintre français Paul Gauguin en 1891 à Tahiti. Cette huile sur toile de format vertical représente une Polynésienne assise en tailleur en train de bouder, le menton appuyé sur une main. La jeune femme est figurée dans un intérieur dont une grande ouverture à l'arrière-plan laisse voir un chien et un homme monté à cheval. Passée entre les mains d'Ambroise Vollard puis d'Edgar Degas, l'œuvre est la première de l'artiste à intégrer les collections d'un musée américain, en l'occurence le Worcester Art Museum. Achetée dès 1921, elle est conservée depuis lors par ce musée d'art de Worcester, dans le Massachusetts.

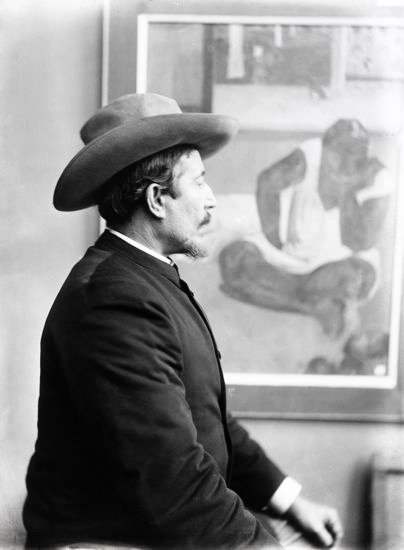
Paul Gauguin devant La Boudeuse lors d'une exposition en 1893.